# Приазовський національний природний парк
Приазо́вський націона́льний приро́дний парк — природоохоронна територія на території Бердянського, Мелітопольського, Приазовського, Якимівського районів, міст Бердянська та Мелітополя Запорізької області.

## Історія
Природний парк створено 10 лютого 2010 року згідно з указом президента України Віктора Ющенка з метою збереження, відтворення і раціонального використання типових та унікальних степових і водних природних комплексів північно-західного узбережжя Азовського моря, що мають важливе природоохоронне, наукове, естетичне, рекреаційне та оздоровче значення.[джерело?]
Створенню парку передувала тривала боротьба за збереження природи цього регіону. У 1921 р. Маріупольский краєзнавчий музей став добиватися заповідання Білосарайської коси. У 1927 р. 600 га коси було об'явлено заповідником місцевого значення, що підпорядковувався музею. Окрім того, музеєм для нього були найнята сторожа, проводилися наукові дослідження. Всупереч звичним в цьому випадку протести господарників, справа заповідання Приазов'я просувалася. Під впливом громадськості 14 липня 1927 р. Раднарком УРСР виніс постанову про створення одного з найбільших на Україні республіканських заповідників, що отримав назву «Приморські заповідники» площею близько 32 тис. га. У нього увійшли поміж іншими територіями і дві коси Приазовья: Білосарайська (сучасний НПП «Меотида») та Обіточна (сучасний заказник). Втім заповідний ренесанс швидко закінчився і внаслідок рішень 1951-57 рр. заповідні об'єкти у Приазов'ї були фактично ліквідовані. Втім про необхідність охорони приазовських ландшафтів, флори і фауни не забули. Згодом починається відновлення тут природоохоронних територій. Зокрема, на теренах півдня Запорізької області неподалік Бердянська постають ландшафтний заказник місцевого значення «Коса Обіточна» (1980 р.), ландшафтний заказник заплава річки «Берда» (1994 р.), а біля Мелітополя лісовий заказник загальнодержавного значення «Радіонівський» (1974 р.), зоологічний заказник загальнодержавного значення «Алтагирський» (197 р.) та ін. об'єкти. Подальшим розвитком ідеї заповідання приазовських біотопів стали Національні парки «Меотида» та «Приазовський».

## Територія національного парку

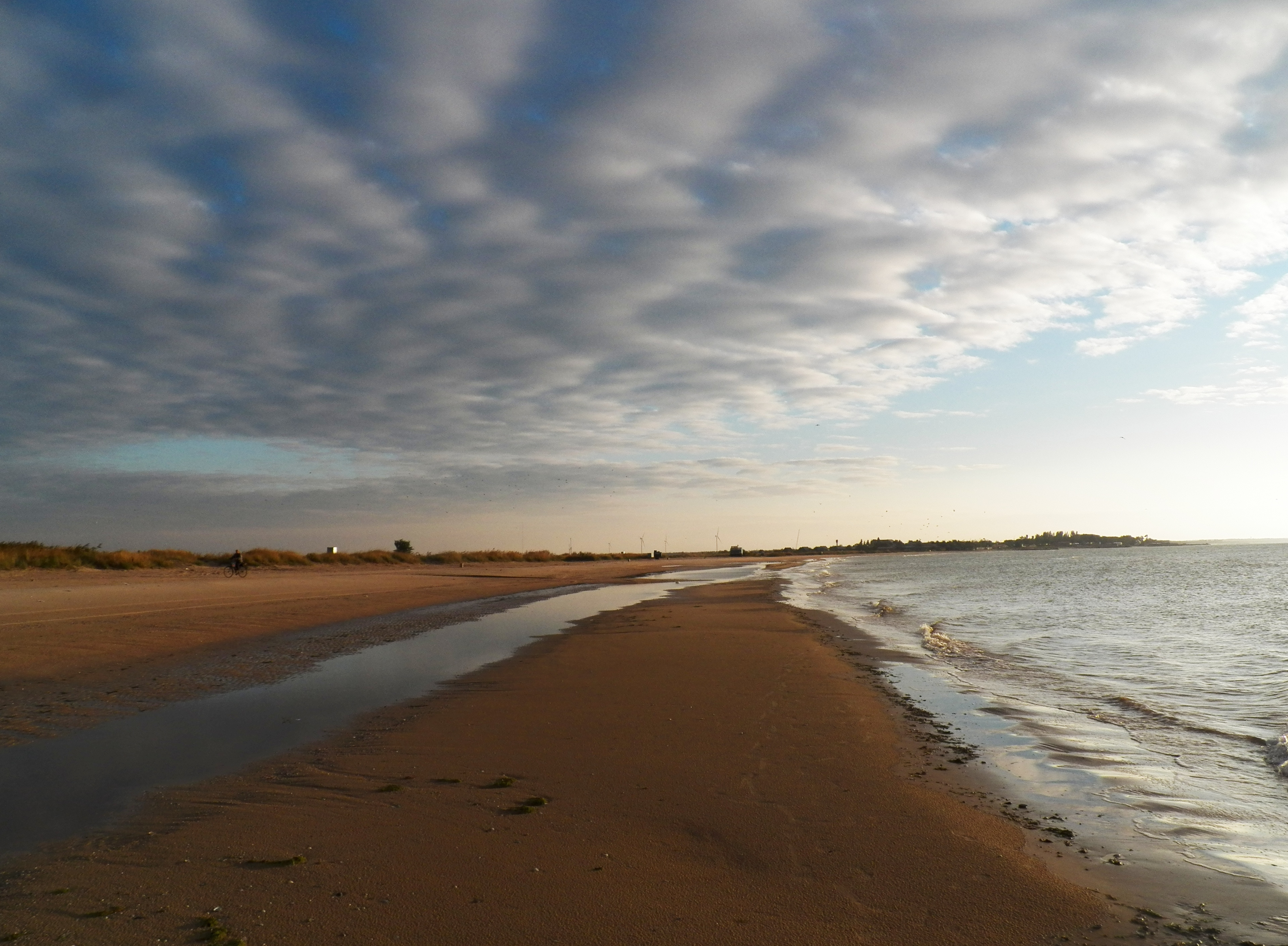
Приазовський природний парк

До території Приазовського національного природного парку погоджено в установленому порядку включення 78126,92 гектара
земель, а саме:
1. 48053,20 гектара земель державної власності, що передаються (в тому числі з вилученням у землекористувачів) національному природному парку в постійне користування (з них 12481,20 гектара земель згідно з додатком 1 та 35572 гектари земель водного фонду (22072 гектари Молочного лиману і 13500 гектарів Утлюцького лиману);
2. 3592,15 гектара земель, що включаються до території національного природного парку без вилучення;
3. 26481,57 гектара земель державної власності (землі водного фонду), прилеглих до акваторії Азовського моря, що включаються до території національного природного парку без вилучення, у тому числі:
  1. уздовж берегової лінії шириною два кілометри від урізу води:

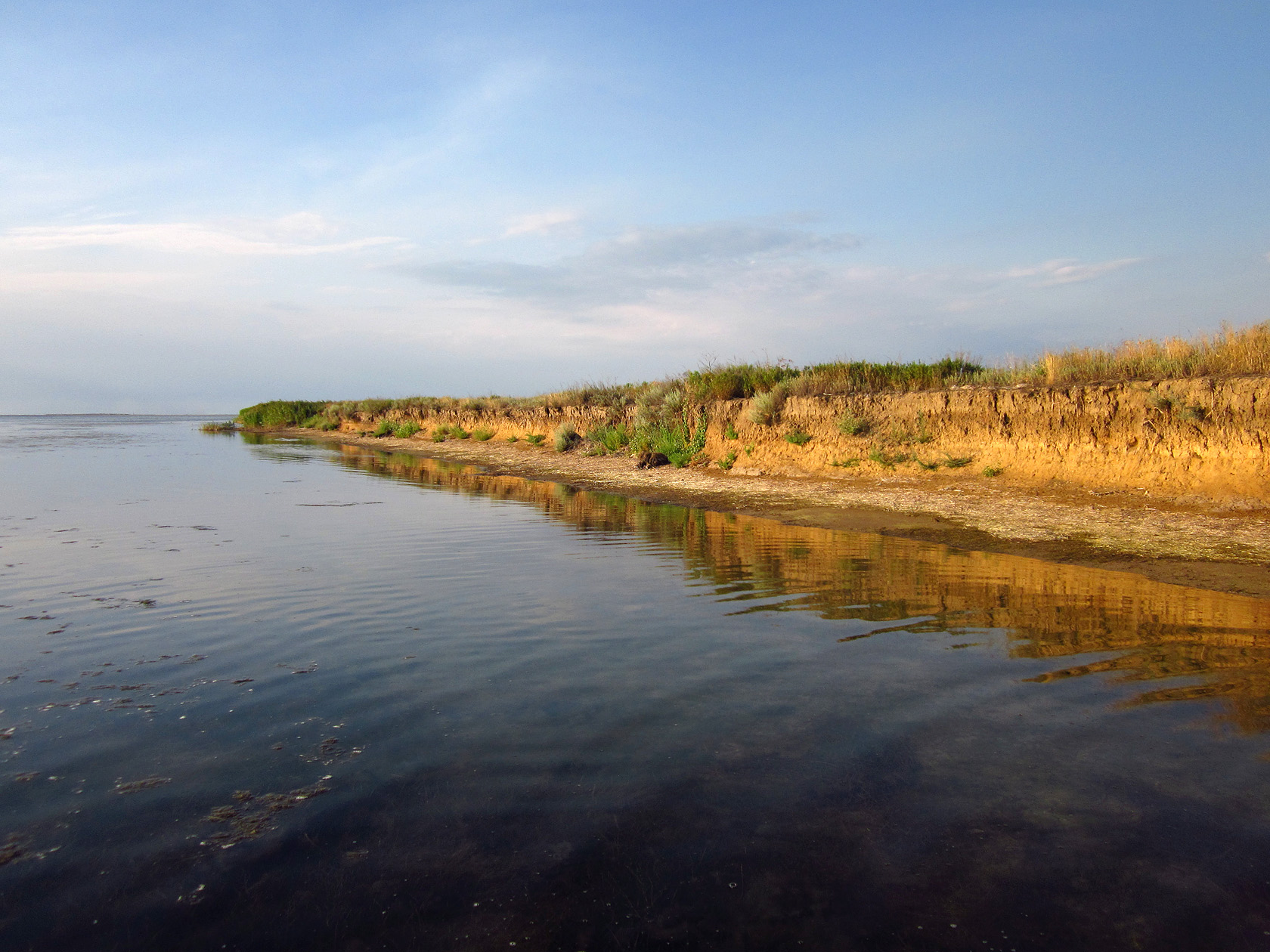
Узбережжя Утлюцького лиману в урочищі Степок. Приазовський національний природний парк

    1. від точки з координатами 46град.15'52" північної широти та 35град.16'41" східної довготи до точки з координатами 46град.39'34" північної широти та 35град.55'7,7" східної довготи площею 13565 гектарів;
    2. від точки з координатами 46град.45'17" північної широти та 35град.31'14" східної довготи до точки з координатами 46град.46'50" північної широти та 36град.42'33" східної довготи площею 3151,29 гектара;Узбережжя Утлюцького лиману в урочищі Степок. Приазовський національний природний парк
    3. від точки з координатами 46град.42'21" північної широти та 36град.50'1" східної довготи до точки з координатами 46град.53'2" північної широти та 37град.3'46" східної довготи площею 5618,71 гектара;

  2. прилеглих до коси Бердянської від точки урізу води з координатами 46град.43'32,8" північної широти та 36град.48'59,2" східної довготи до точки з координатами 46град.42'46,4" північної широти та 36град.47'39,3" східної довготи, далі до точки з координатами 46град.39'10,8" північної широти та 36град.43'44,7" східної довготи, далі до точки з координатами 46град.38'24,6" північної широти та 36град.43'24" східної довготи, далі до точки з координатами 46град.37'9,7" північної широти та 36град.43'58,4" східної довготи, далі до точки з координатами 46град.36'46,7" північної широти та 36град.45'58,4" східної довготи, далі до точки з координатами 46град.37'26,4" північної широти та 36град.47'44,5" східної довготи, до точки урізу води з координатами 46град.38'15,4" північної широти та 36град.46'37,2" східної довготи площею 4146,57 гектара.

## Процес створення

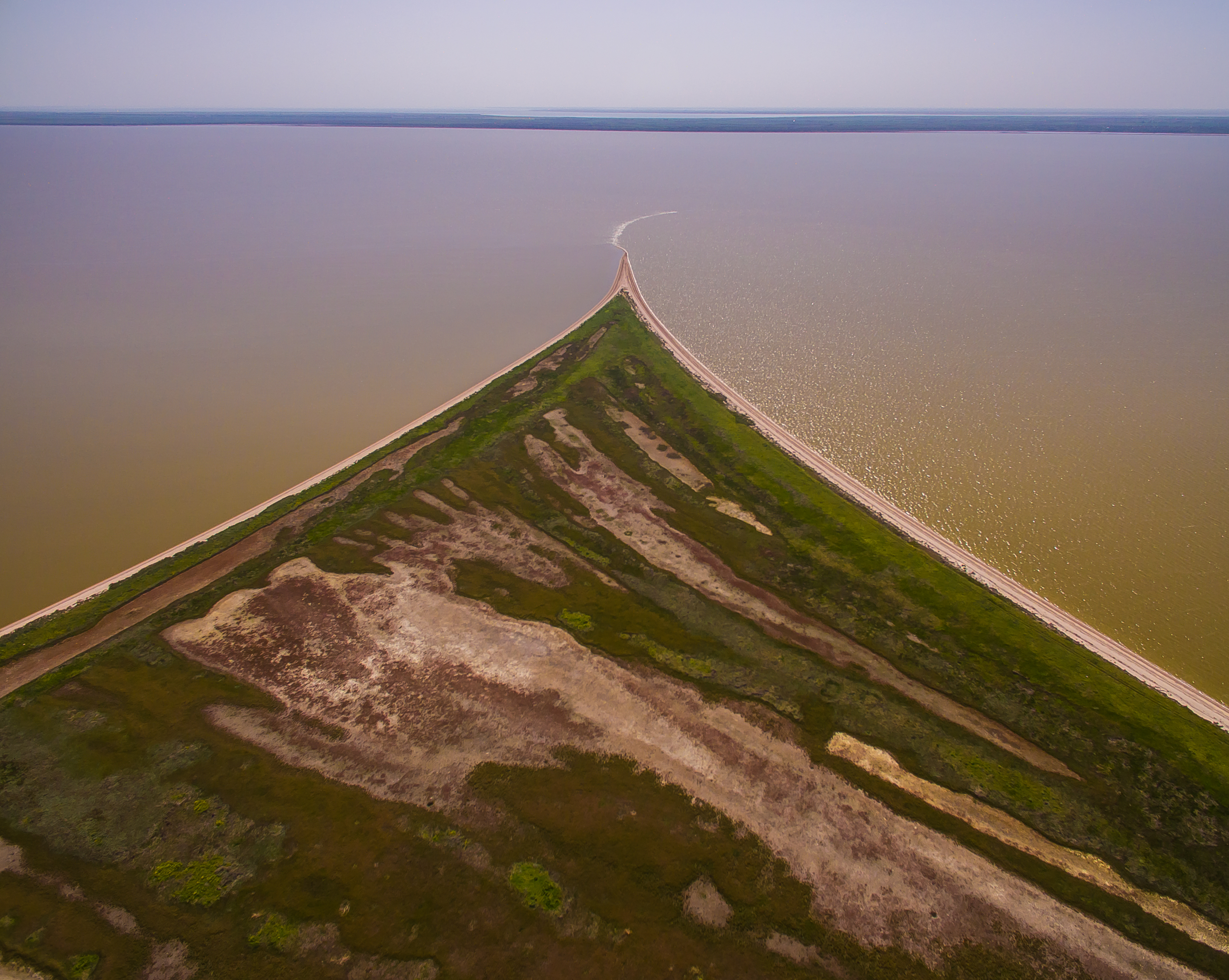
Узбережжя коси близько Молочного лиману

Згідно з указом президента Кабінет Міністрів України повинен:
1. забезпечити:
  1. розв'язання питання щодо утворення адміністрації Приазовського національного природного парку та забезпечення її функціонування;
  2. затвердження у двомісячний строк у встановленому порядку Положення про Приазовський національний природний парк;
  3. підготовку протягом 2010—2011 років матеріалів та вирішення відповідно до законодавства питання щодо надання у постійне користування Приазовському національному природному парку 48961,14 гектара земель;
  4. розроблення протягом 2010—2012 років та затвердження в установленому порядку Проєкту організації території Приазовського національного природного парку, охорони, відтворення та рекреаційного використання його природних комплексів і об'єктів;
  5. розроблення протягом 2010—2011 років проєкту землеустрою щодо відведення земельної ділянки та проєкту землеустрою з організації та встановлення меж території національного природного парку, отримання державних актів на право постійного користування земельними ділянками;
2. передбачати під час доопрацювання проєкту Закону України «Про Державний бюджет України на 2010 рік» та підготовки проєктів законів про Державний бюджет України на наступні роки кошти, необхідні для функціонування Приазовського національного природного парку.

### Території природно-заповідного фонду

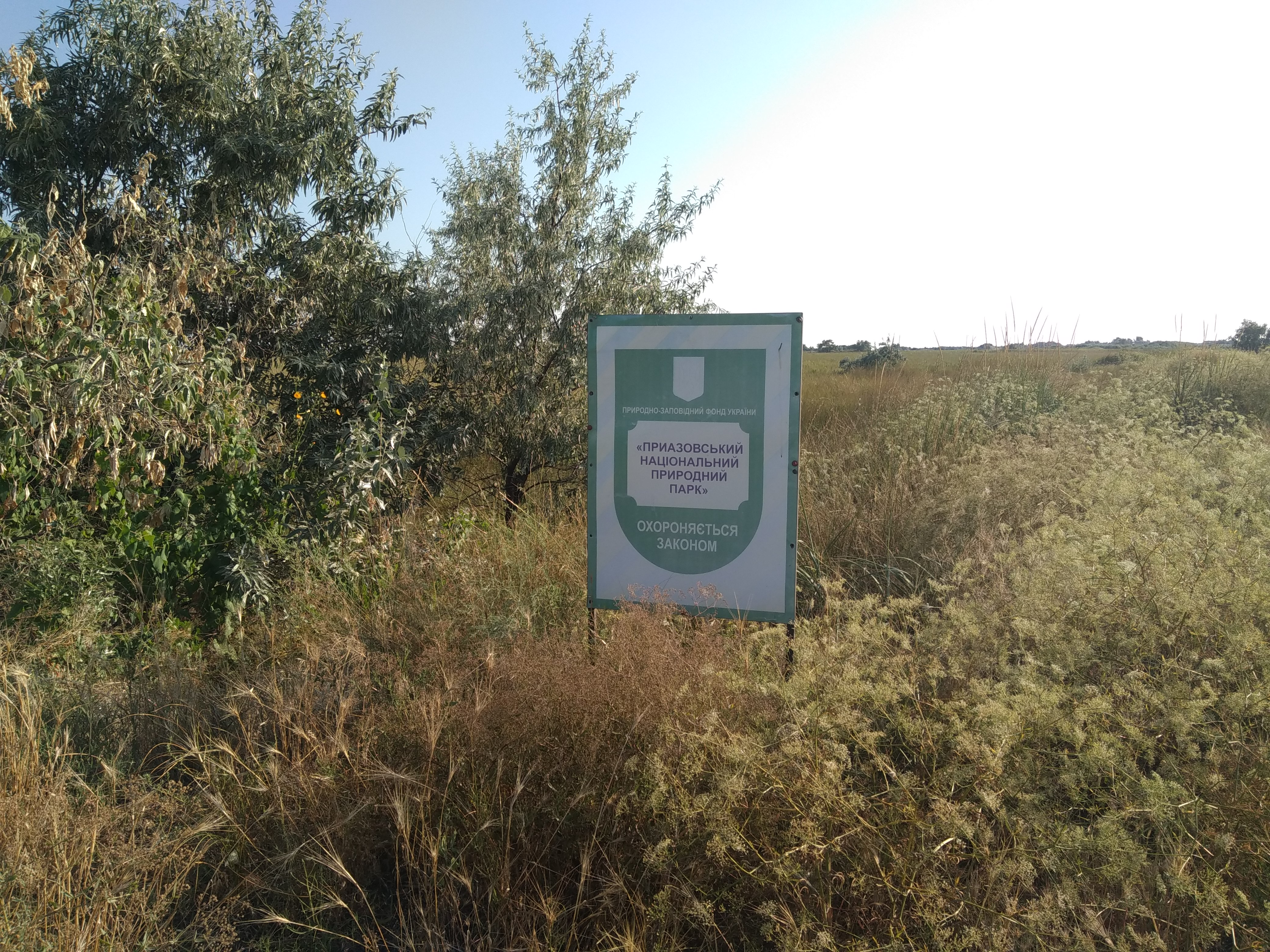
Аншлаг Парку на косі Пересип Молочного лиману

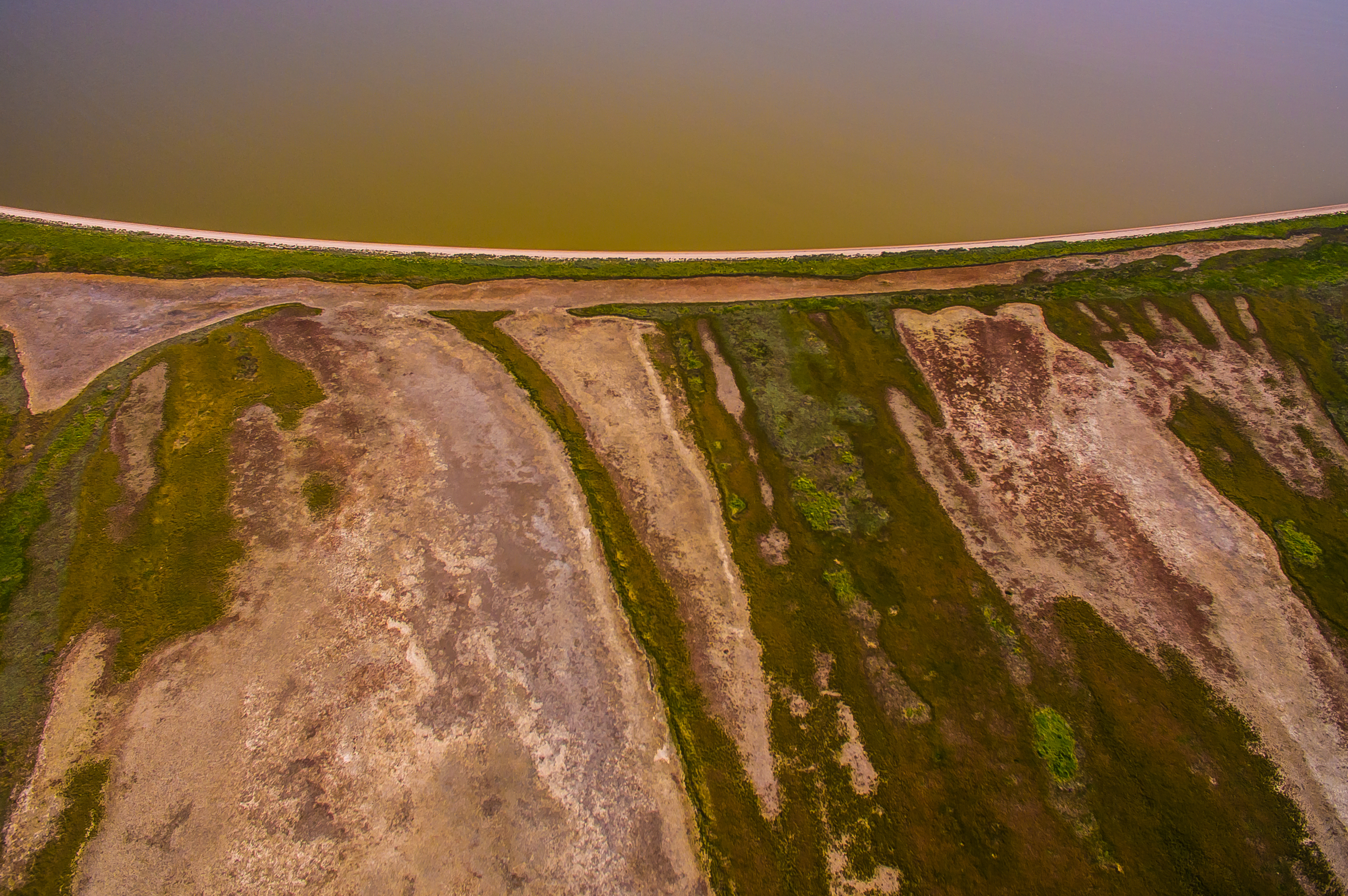
Узбережжя коси близько Молочного лиману

Нерідко, оголошенню національного парку або заповідника передує створення одного або кількох об'єктів природно-заповідного фонду місцевого значення. В результаті, великий НПП фактично поглинає раніше створені ПЗФ. Проте їхній статус зазвичай зберігають.
До складу території Приазовського національного природного парку входять такі об'єкти ПЗФ України:
- Ландшафтний заказник загальнодержавного значення «Коса Федотова»
- Ландшафтний заказник загальнодержавного значення «Сивашик»
- Ландшафтний заказник загальнодержавного значення «Заплава р. Берда»
- Гідрологічний заказник загальнодержавного значення «Молочний лиман»
- Комплексна пам'ятка природи загальнодержавного значення «Верхів'я Утлюкського лиману»
- Ботанічний заказник місцевого значення «Правий берег Молочного лиману»
- Ботанічний заказник місцевого значення «Степовий схил Молочного лиману»
- Орнітологічний заказник місцевого значення «Тащенакський под»
- Ландшафтний заказник місцевого значення «Степанівська коса»
- Ландшафтний заказник місцевого значення «Гирло р. Корсак»
- Ландшафтний заказник місцевого значення «Оголовок Бердянської коси»
- Комплексна пам'ятка природи місцевого значення «Малий та Великий Дзендзики з архіпелагом Астапіха»
- Ботанічний заказник місцевого значення «Дальні Макорти»
- Ботанічний заказник місцевого значення «Ближні Макорти»
- Ботанічний заказник місцевого значення «Цілинна ділянка» 2 га
- Ентомологічний заказник місцевого значення «Цілинна ділянка» 5 га

## Природна цінність

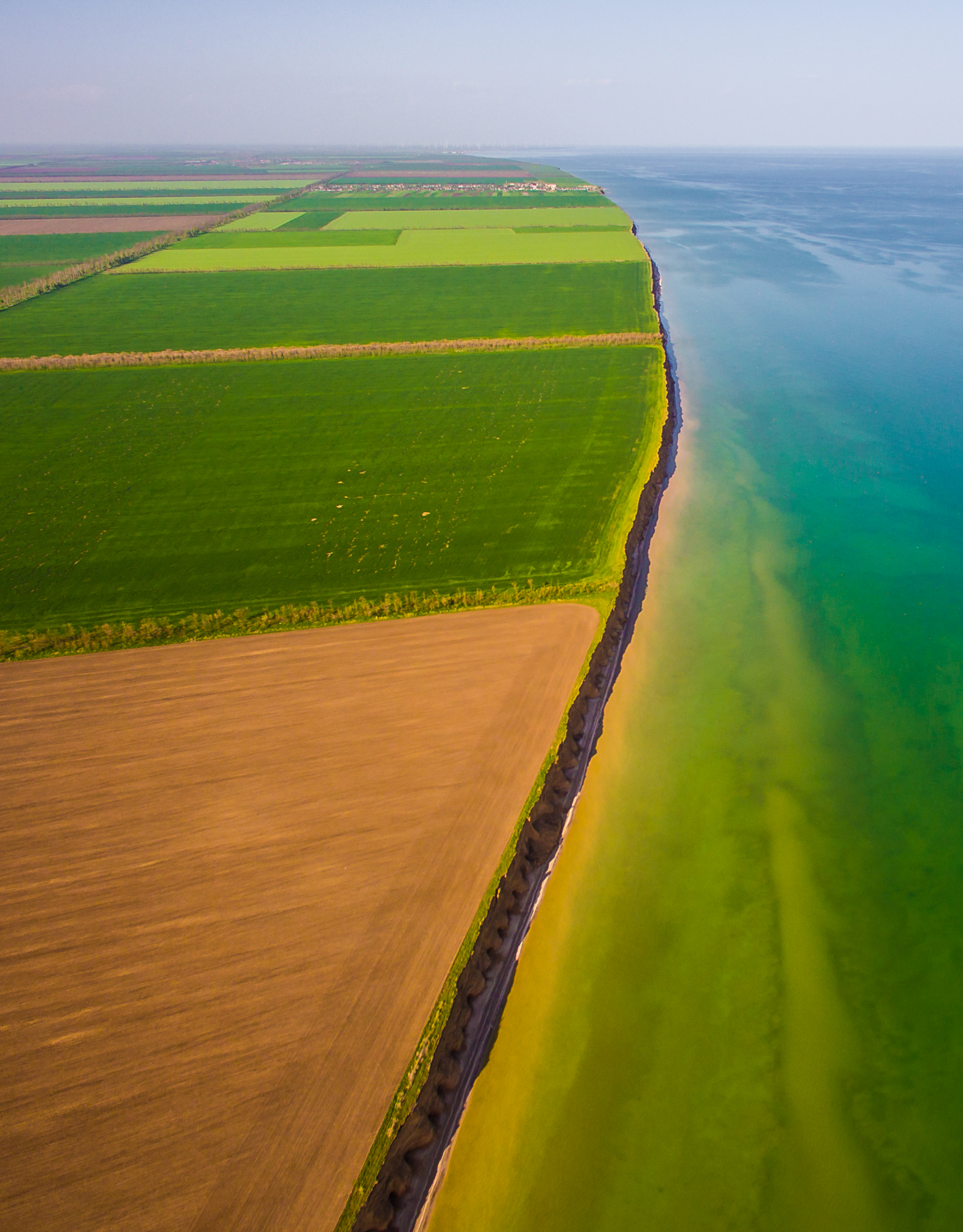
Господарська діяльність впритул до Азовського моря, всупереч законодавству, травень 2017

Сучасний НПП «Приазовський» поєднує в собі фрагменти надзвичайно цінних зональних типчаково-ковилових степів по берегах Молочного лиману, а також специфічну рослинність Азовського узбережжя, зокрема піщаних кіс: Федотової та Бердянської. На приазовських косах у процесі свого формування повставав первинний вал відкладів моря, що поступово відсувався від моря молодшим валом. Внаслідок цього наразі коса складається з низки таких валів, наймолодший з яких, той що наразі контактує з морем. Окрім того, відклад матеріалу поступово призводив до закриття протилежної навітряній сторони морського басейну, внаслідок чого тутешня територія відділялася спочатку в озеро-лиман, а потім поступово замулювалася та перетворювалася на зону поширення прибережно-водної та галофільної рослинності. Зважаючи на це, на сучасних косах НПП «Приазовський» поширені як рослини приморського валу: зарості з колосняку чорноморського та миколайчиків прибережних, так і псамофітна рослинність віддалених від моря реліктових валів. Низинні заболочені території — це так звані «бакаї», де поширені зарості очерету, рослинність солонцюватих лук, а також комплекси галофітної рослинності. Наявність фрагментів степів зумовлює наявність багатьох рідкісних видів комах.
Фауна парку також відрізняється великою своєрідністю, адже регіон має величезне значення в забезпеченні міграцій та зимівлі водно-болотних птахів. Зокрема тут зимує значна частина популяції червоноволої казарки — раритету загальносвітового масштабу. Зважаючи на це, цей невеликий вид гуся занесений і до Червоної книги України. Таким чином, велике значення має негайне встановлення заповідного режиму в місцях розміщення колоній та місць зимівлі та прольоту водоплавних птахів.

## Дирекція
Офіс дирекції парку знаходиться у м. Мелітополь, вул. 8 Березня, 6. Парк поділений на окремі науково-природоохронні відділення.

## Додатково
- Текст указу на вебсайті Верховної Ради України
- Відеоролики творчої групи B Wild про НПП «Приазовський»:

1. Національний природний парк «Приазовський»: Бердянська коса, Молочний лиман та Азовське море (2017)
2. National Park «Pryazovsky»: Berdyansk Spit, Molochnyi Estuary, Sea of Azov(2017)